# كريستشن ساينس مونيتور
كريستشن ساينس مونيتور (بالإنجليزية: Christian Science Monitor)‏ هي منظمة إخبارية غير ربحية تنشر مقالات يومية إلكترونية بالإضافة إلى نسخة مطبوعة أسبوعية. تأسست في عام 1908، وكانت صحيفة يومية على يد ماري بيكر إدي، مؤسِّس «كنيسة المسيح العالِم». بدءًا من عام 2011، بلغ عدد نسخها المطبوعة 75,052 نسخة.
وفقًا لموقع المنظمة على الإنترنت، «ينعكس نهج صحيفة المونيتور العالمي في وصف ماري بيكر إيدي هدف المنظمة؛ ألا وهو: «عدم إلحاق الأذى بأي إنسان، بل مباركة البشرية جمعاء». تهدف المونيتور إلى احتضان الأسرة البشرية وإلقاء الضوء عليها مع قناعتها بأن فهم مشاكل العالم وإمكانياته يدفعنا باتجاه إيجاد الحلول». فازت صحيفة كريستشن ساينس مونيتور بسبع جوائز بوليتزر وأكثر من اثنتي عشرة جائزة من جوائز نادي الصحافة لما وراء البحار.

## إعداد التقارير
على الرغم من اسمها، فالمونيتور ليست صحيفة ذات طابع ديني، ولا تروج لمذهب كنيستها الراعية. ولكن، بناءً على طلب مؤسستها إدي، فهناك مقال ديني يومي في كل عدد من إصدارات المونيتور.
كانت الصحيفة معروفة بتجنب الإثارة الصحفية، وإنتاج «شكل مميز من الصحافة اللاهستيرية». في عام 1997، أشادت صحيفة تقرير واشنطن عن شؤون الشرق الأوسط، وهي نشرة تنتقد سياسة الولايات المتحدة في الشرق الأوسط بالمونيتور بسبب تغطيتها الموضوعية والإعلامية للإسلام والشرق الأوسط.
في عام 2006، اختُطفت جيل كارول، المراسلة المستقلة لصحيفة المونيتور، في بغداد، وأُطلق سراحها بأمان بعد 82 يومًا. على الرغم من أن كارول كانت في البداية تعمل بشكل مستقل، عملت الصحيفة بلا كلل من أجل إطلاق سراحها، حتى إنها وظفتها كاتبة في الطاقم بعد اختطافها بفترة قصيرة لضمان حصولها على منافع مالية، وذلك وفقًا لرئيس التحرير بيرغينهايم. في أغسطس عام 2006، نشرت المونيتور بيانًا لخطف كارول والإفراج اللاحق عنها، وتحدثت فيه كارول وغيرها من المعنيين عن تجربتهم.

## التوزيع الإجمالي
تراوح التوزيع الإجمالي للصحيفة على نطاق واسع من ذروة تجاوزت 223,000 نسخة في عام 1970، إلى ما يقل قليلًا عن 56,000 قبل فترة وجيزة من إيقاف النسخة المطبوعة اليومية في عام 2009. استجابة لتراجع التوزيع الإجمالي والمعاناة لجني الأرباح، يُزعم أن مديري الكنيسة ومدير جمعية النشر العلمي المسيحي قد أُجبروا على التخطيط لإجراء خفض نفقات وإغلاقات (رُفضت لاحقًا)، ما أدى في عام 1989 إلى استقالات مع احتجاجات جماعية شاركت بها رئيسة التحرير كاي فانينغ (رئيسة الجمعية الأمريكية لمحرري الأخبار والمحررة السابقة لصحيفة أخبار أنكوريج اليومية)، ومدير التحرير ديفيد أنيبل، ومساعد رئيس التحرير ديفيد ويندر، وعدد آخر من موظفي غرفة الأخبار. أنبأت هذه التطورات بتحركات إدارية لتقليص الصحف المطبوعة لصالح التوسعات في الإذاعة، والمجلة، والبث عبر الموجات القصيرة، والتلفاز. ولكن النفقات تجاوزت الإيرادات بسرعة، الأمر الذي جاء نقيضًا لتوقعات مديري الكنيسة. عندما أصبحوا على وشك الإفلاس، أُجبر مجلس الإدارة على إغلاق برامج الإذاعة في عام 1992.
في عام 2017، وضعت المونيتور شروطًا للدفع لتصفح محتوياتها؛ ففي عام 2018، أصبح لديها نحو 10,000 اشتراك مدفوع.

## روابط خارجية
- كريستشن ساينس مونيتور على موقع الموسوعة البريطانية (الإنجليزية)
- كريستشن ساينس مونيتور على موقع روتن توميتوز (الإنجليزية)